# Spoorlijn Eutingen im Gäu - Freudenstadt
De Spoorlijn Eutingen im Gäu - Freudenstadt ook wel Gäubahn genoemd is een Duitse spoorlijn die als DB 4880 onder beheer van DB Netze in de deelstaat Baden-Württemberg tussen Eutingen im Gäu en Freudenstadt loopt. De lijn was een onderdeel van de oude Gäubahn.
Niet te verwisselen met de minder bekende Gäubahn spoorlijn van Ochsenfurt am Main naar Creglingen en naar Weikersheim.

## Geschiedenis
Het traject tussen Eutingen im Gäu en Freudenstad werd door de Königlich-Württembergischen Staats-Eisenbahnen in 1879 geopend. Het traject wordt nog steeds Gäubahn genoemd.

### Bouw Hochdorf - Horb
Het traject van de Nagoldtalbahn tussen Pforzheim en Horb am Neckar werd door de Badischen Staatsbahnen op 1 juni 1874 geopend.

## Treindiensten

### DB
De Deutsche Bahn verzorgt het personenvervoer op dit traject met RE / RB treinen.

### S-Bahn
De S-Bahn, meestal de afkorting voor Stadtschnellbahn, soms ook voor Schnellbahn, is een in Duitsland ontstaan (elektrisch) treinconcept, welke het midden houdt tussen de Regionalbahn en de Stadtbahn. De S-Bahn maakt meestal gebruik van de normale spoorwegen om grote steden te verbinden met andere grote steden of forensengemeenten. De treinen rijden volgens een vaste dienstregeling met een redelijk hoge frequentie.

#### S-Bahn van Stuttgart
De S-Bahn van Stuttgart rijdt het traject tussen Stuttgart en Horb. Van deze treindienst wordt sinds 2006 iedere twee uur in Eutingen im Gäu een deel gesplitst/gecombineerd met Freudenstadt / Horb als bestemming.

### Albtal-Verkehrs-Gesellschaft

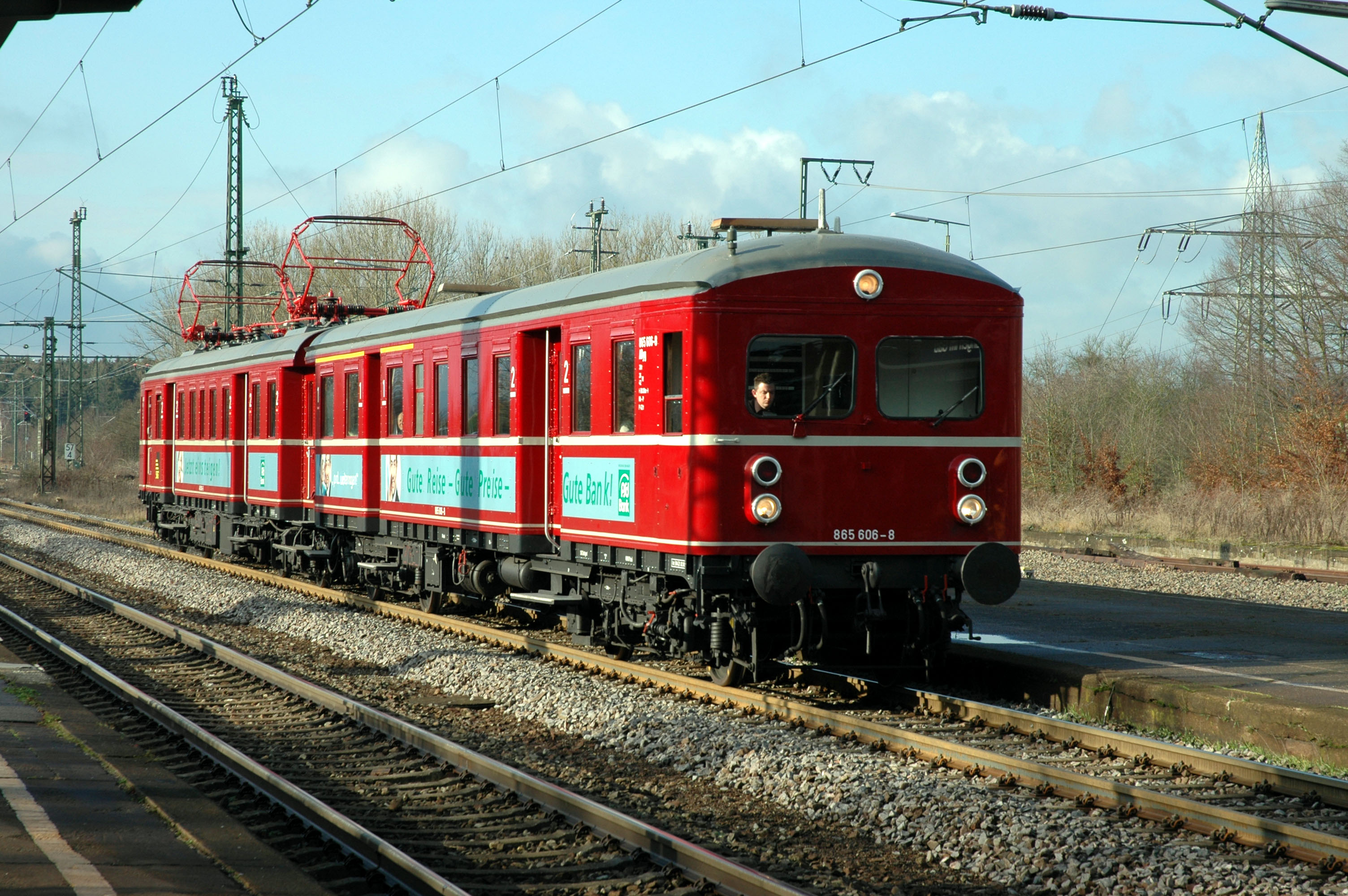
treinstel DB 465

In de periode tussen 2005 en 2006 werd het traject omgebouwd voor gebruik door de Albtal-Verkehrs-Gesellschaft (AVG).
De AVG bedient sinds 2006 iedere twee uur het traject tussen Freudenstadt en Eutingen im Gäu. In de zomer maanden van 2007 werd op zon- en feestdagen een historisch treinstel van het type DB 465 in gezet.

## Aansluitingen
In de volgende plaatsen was of is er een aansluiting van de volgende spoorwegmaatschappijen:

### Eutingen im Gäu

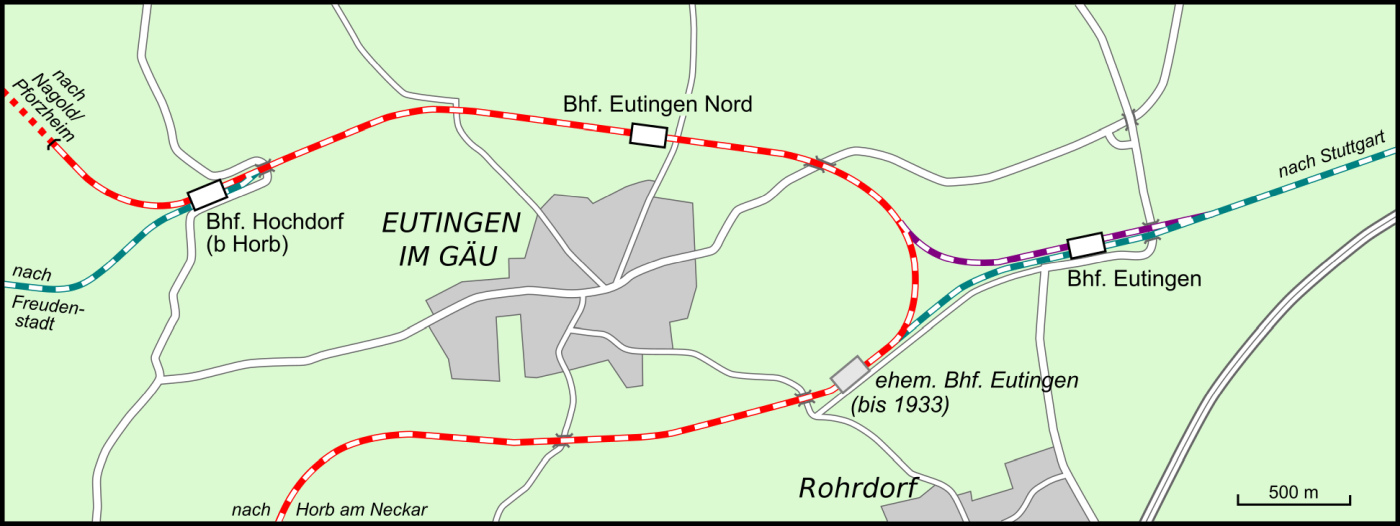
Oud en nieuw station in Eutingen

- Gäubahn spoorlijn tussen Eutingen im Gäu en Freudenstadt
- Gäubahn spoorlijn tussen Stuttgart en Singen (Hohentwiel)
- Albtal-Verkehrs-Gesellschaft diverse trajecten rond Karlsruhe

### Eutingen
- Nagoldtalbahn spoorlijn tussen Hörb en Pforzheim

### Hochdorf
- Gäubahn, spoorlijn tussen Eutingen im Gäu en Freudenstadt
- Nagoldtalbahn, spoorlijn tussen Hörb en Pforzheim
- Albtal-Verkehrs-Gesellschaft diverse trajecten rond Karlsruhe

### Freudenstadt
- Gäubahn, spoorlijn tussen Eutingen im Gäu en Freudenstadt
- Murgtalbahn, spoorlijn tussen Rastatt en Freudenstadt
- Kinzigtalbahn, spoorlijn tussen Hausach en Freudenstadt
- Albtal-Verkehrs-Gesellschaft diverse trajecten rond Karlsruhe

## Elektrische tractie
Het traject werd in 2006 geëlektrificeerd met een spanning van 15.000 volt 16 2/3 Hz wisselstroom.